# Viktor Yosifov
Viktor Yosifov (Omurtag, 16 de octubre de 1985) es un jugador profesional de voleibol búlgaro, juego de posición central.

## Palmarés

### Clubes
Copa de Alemania:
- 2014

Campeonato de Alemania:
- 2014

Challenge Cup:
- 2019

### Selección nacional
Campeonato Europeo:
- 2009

## Premios individuales
- 2009: Mejor bloqueador Campeonato Europeo
- 2015: Mejor central Campeonato Europeo